# Pichne
Pichne (maďarsky Tüskés, do roku 1907 Pichnye, rusínsky Пыхнї) je obec na Slovensku v okrese Snina v Prešovském kraji na úpatí Bukovských vrchů ležící asi 7 km severně od města Snina.
První písemná zmínka o obci je z roku 1312.